# Hingham (Massachusetts)
Hingham es un pueblo ubicado en el condado de Plymouth en el estado estadounidense de Massachusetts. En el Censo de 2010 tenía una población de 22.157 habitantes y una densidad poblacional de 325,13 personas por km².

## Historia

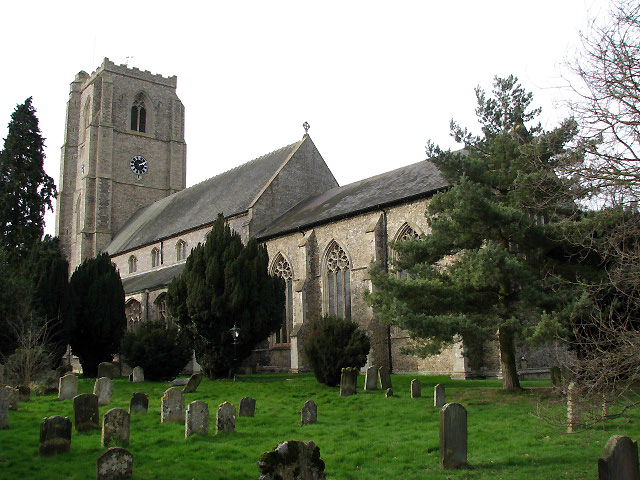
Iglesia en Hingham, Inglaterra de donde vinieron muchos de los colonistas.

La ciudad de Hingham fue apodada «Bare Cove» por la colonización inglesa por primera vez en 1633, pero dos años más tarde fue incorporada como una ciudad bajo el nombre «Hingham» del condado de Suffolk afirmó Hingham desde su fundación en 1635 hasta 1793. Fue parte del Condado de Plymouth en 1803. La parte oriental de la ciudad se separó para convertirse en Cohasset en 1770. La ciudad fue nombrada Hingham. Una estatua del presidente Lincoln adorna el área adyacente al centro de la plaza de Hingham.
En 1889, un rico residente de Hingham, John Brewer, encargado de Frederick Law Olmsted para diseñar una subdivisión residencial en la península Brewer propiedad adyacente a Hingham Harbor. Si bien nunca se construyeron. Después de la Segunda Guerra Mundial, Hingham no tuvo éxito en su intento de que la península fuese utilizada como el sitio de la proyectada creación de la Secretaría de las Naciones Unidas. En años más tarde, el sitio también se consideró para una planta de energía nuclear. En la década de 1960, para prevenir el desarrollo posterior, los pobladores organizaron un esfuerzo por preservar la península como espacio abierto. Hoy en día esta tierra conservación de la naturaleza se llama el fin del mundo y es mantenido por el Patronato de las Reservas.

## Geografía
Hingham se encuentra ubicado en las coordenadas 42°13′23″N 70°53′13″O / 42.22306, -70.88694. Según la Oficina del Censo de los Estados Unidos, Hingham tiene una superficie total de 68.15 km², de la cual 57.53 km² corresponden a tierra firme y (15.58%) 10.62 km² es agua.

## Demografía
Según el censo de 2010, había 22.157 personas residiendo en Hingham. La densidad de población era de 325,13 hab./km². De los 22.157 habitantes, Hingham estaba compuesto por el 96.24% blancos, el 0.53% eran afroamericanos, el 0.15% eran amerindios, el 1.55% eran asiáticos, el 0.04% eran isleños del Pacífico, el 0.26% eran de otras razas y el 1.22% pertenecían a dos o más razas. Del total de la población el 1.09% eran hispanos o latinos de cualquier raza.